# Family Circle Cup 2006
Family Circle Cup 2006 - жіночий тенісний турнір, що проходив на відкритих кортах з ґрунтовим покриттям Family Circle Tennis Center у Чарлстоні (США). Це був 34-й за ліком Volvo Car Open. Належав до турнірів 1-ї категорії в рамках Туру WTA 2006. Надія Петрова здобула титул в одиночному розряді.

## Фінальна частина

### Одиночний розряд
Надія Петрова —  Патті Шнідер, 6–3, 4–6, 6–1

### Парний розряд
Ліза Реймонд /  Саманта Стосур —  Вірхінія Руано Паскуаль /  Меган Шонессі, 3–6, 6–1, 6–1